# Hakenzahn

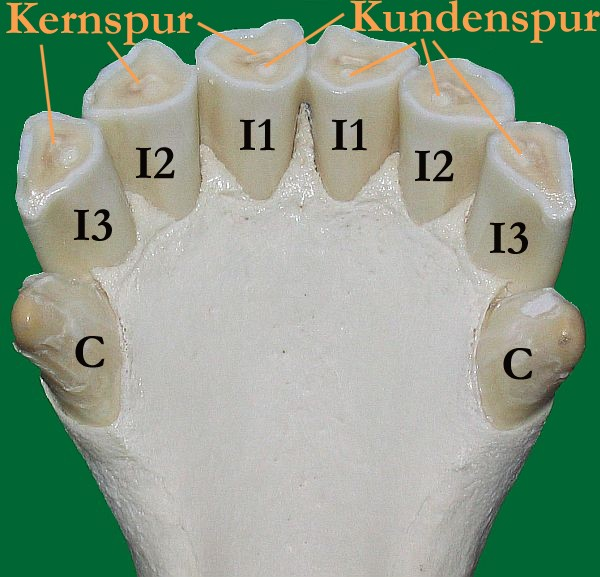
Schneidezähne (I) und Hakenzähne (C) im Unterkiefer bei einem ca. 16-jährigen Pferd.

Als Hakenzahn bezeichnet man den einzeln stehenden Eckzahn (lat. Dens caninus) jeder Kieferhälfte im Ober- und Unterkiefer, welcher sich bei Pferden im Diastema zwischen den Schneidezähnen und den Backenzähnen befindet. Die insgesamt vier Hakenzähne sind in Form eines Hakens ausgebildet, wobei die des Unterkiefers dichter an den Schneidezähnen liegen als die des Oberkiefers. Der entsprechende Milchzahn wird zwar angelegt, bricht aber selten durch. Die bleibenden Hakenzähne erscheinen im vierten oder fünften Lebensjahr.
Die Hakenzähne erreichen bei männlichen Pferden eine Länge bis zu 7 cm, jedoch liegt der größte Teil davon im Zahnfach und nur etwa 1 cm davon sind sichtbar. Bei Stuten brechen die Hakenzähne sehr selten durch und dann auch nur gering entwickelt (rudimentär), solche Stuten werden in einzelnen Gegenden „Hakenstuten“ genannt. Die einstige Annahme, dass die Hakenstuten unfruchtbar seien, wurde durch Erfahrungswerte bereits im 19. Jahrhundert widerlegt.
Die Hakenzähne sind bis zum sechsten Jahr spitz, werden dann, hauptsächlich durch die Reibung des Gebisses, bis zum zehnten Jahr abgestumpft und bilden bei ganz alten Tieren nur noch rundliche Höcker.